# Geosofia
Geosofia é um conceito introduzido na geografia por John Kirtland Wright em 1947. A palavra é a composição de 'geo' (Terra em grego) e 'sophia' (saber em grego). Seria a geografia do conhecimento, que considera a dimensão imaterial da experiência das pessoas e suas imaginações em relação ao meio.
Wright definiu-a do seguinte modo:

"Geosofia... é o estudo da sabedoria geográfica de qualquer ou todos os pontos de vista. É para a geografia o que a historiografia é para a história; trata da natureza e da expressão da sabedoria geográfica no passado e no presente - com o que Whittlesey chamou de 'senso humano de espaço terrestre'. Isto se estende então muito além do núcleo do conhecimento científico geográfico ou do conhecimento geográfico sistematizado de outras formas pelos geógrafos. Tomando em conta todo o domínio periférico, cobre as ideias geográficas, verdadeiras e falsas, de todas as maneiras das pessoas - não apenas geógrafos, mas fazendeiros e pescadores, empresários e poetas, romancistas e pintores, Beduínos e Hottentots - e por esta razão necessariamente tem muito a ver com conceções subjetivas." (Wright 1947)

A definição foi também resumida como:

"O estudo do mundo como as pessoas o concebem e o imaginam." (McGreevy 1987)

"Sistemas de crenças que relacionam a interação humana com os ambientes terrestres." (atribuído ao Professor Innes Park 1995)

## Superstição
Geosofia é algumas vezes utilizado como sinônimo para o estudo dos mistérios terrestres.